# Neurofísica
A neurofísica (ou neurobiofísica ) é o ramo da biofísica que lida com o desenvolvimento e o uso de técnicas físicas para obter informações sobre o sistema nervoso em nível molecular.  neurofísica é uma ciência interdisciplinar que aplica as abordagens e métodos da biofísica experimental ao estudo do sistema nervoso.
O termo "neurofísica" é um portmanteau de " neurônio " e " física ".
Exemplos de técnicas desenvolvidas e utilizadas em neurofísica são: ressonância magnética (RM) , pinça de correção , tomografia e microscopia de excitação com dois fótons .